# 963 (číslo)
Devět set šedesát tři je přirozené číslo. Římskými číslicemi se zapisuje CMLXIII a řeckými číslicemi ϡξγ´. Následuje po čísle devět set šedesát dva a předchází číslu devět set šedesát čtyři.

## Matematika
963 je:
- Deficientní číslo
- Složené číslo
- Nešťastné číslo

## Astronomie
- (963) Iduberga je planetka hlavního pásu, kterou objevil v roce 1921 Karl Wilhelm Reinmuth
- NGC 963 je trpasličí galaxie v souhvězdí Velryby

## Ostatní
- +963 je mezinárodní telefonní předvolba Sýrie

## Roky
- 963
- 963 př. n. l.